# Karl Maron
Karl Maron, né le 27 avril 1903 à Charlottenbourg et mort le 2 février 1975 à Berlin-Est, est un homme politique est-allemand. De 1955 à 1963, il est ministre de l'Intérieur au sein du gouvernement de la RDA.
Il est également député à la Volkskammer.

## Biographie
En 1955, il se marie avec Helene Iglarz (1915-2010), qui est la mère de l'écrivain Monika Maron.